# 切塔泰鄉 (多爾日縣)
44°6′N 23°13′E / 44.100°N 23.217°E
切塔泰鄉（羅馬尼亞語：Comuna Cetate, Dolj），是羅馬尼亞的鄉份，位於該國西南部，由多爾日縣負責管轄，面積87平方公里，海拔高度85米，2007年人口5,666，人口密度每平方公里65人。